# Antonio Alejandro Díaz Campos
Antonio Alejandro Díaz Campos, noto semplicemente come Antonio Díaz (26 aprile 2000), è un calciatore cileno, attaccante dell'O'Higgins.

## Caratteristiche tecniche
È un'ala sinistra.

## Carriera

### Club
Ha giocato nella prima divisione cilena.

### Nazionale
Nel 2017 ha conquistato un secondo posto nel campionato sudamericano Under-17 (giocato in casa).
Con la nazionale Under-20 cilena ha preso parte al campionato sudamericano 2019.

## Statistiche
Statistiche aggiornate al 23 gennaio 2019.

### Cronologia presenze e reti in nazionale
| Cronologia completa delle presenze e delle reti in nazionale ― Cile under 20 | Cronologia completa delle presenze e delle reti in nazionale ― Cile under 20 | Cronologia completa delle presenze e delle reti in nazionale ― Cile under 20 | Cronologia completa delle presenze e delle reti in nazionale ― Cile under 20 | Cronologia completa delle presenze e delle reti in nazionale ― Cile under 20 | Cronologia completa delle presenze e delle reti in nazionale ― Cile under 20 | Cronologia completa delle presenze e delle reti in nazionale ― Cile under 20 | Cronologia completa delle presenze e delle reti in nazionale ― Cile under 20 |
| Data                                                                         | Città                                                                        | In casa                                                                      | Risultato                                                                    | Ospiti                                                                       | Competizione                                                                 | Reti                                                                         | Note                                                                         |
| ---------------------------------------------------------------------------- | ---------------------------------------------------------------------------- | ---------------------------------------------------------------------------- | ---------------------------------------------------------------------------- | ---------------------------------------------------------------------------- | ---------------------------------------------------------------------------- | ---------------------------------------------------------------------------- | ---------------------------------------------------------------------------- |
| 23-1-2019                                                                    | Rancagua                                                                     | Cile under 20                                                                | 1 – 0                                                                        | Brasile under 20                                                             | Sudamericano Sub-20 2019 - 1º turno                                          | -                                                                            | 80’                                                                          |
| Totale                                                                       |                                                                              | Presenze                                                                     | 1                                                                            |                                                                              | Reti                                                                         | 0                                                                            |                                                                              |